# Seis Naciones Femenino 2022
El Seis Naciones Femenino 2022, también conocido como 2022 RBS Women's Six Nations patrocinado por Royal Bank of Scotland, fue la 27.ª edición del Campeonato Femenino de las Seis Naciones. 
Se disputó del 26 de marzo al 30 de abril.

## Participantes
- Escocia
- Francia
- Gales
- Inglaterra
- Irlanda
- Italia

## Clasificación
| Pos. | País       | Partidos | Partidos | Partidos  | Partidos | Anotación | Anotación | Anotación  | Puntos Bonus | Puntos |
| Pos. | País       | Jugados  | Ganados  | Empatados | Perdidos | A favor   | En contra | Diferencia | Puntos Bonus | Puntos |
| ---- | ---------- | -------- | -------- | --------- | -------- | --------- | --------- | ---------- | ------------ | ------ |
| 1    | Inglaterra | 5        | 5        | 0         | 0        | 282       | 22        | +260       | 7            | 27     |
| 2    | Francia    | 5        | 4        | 0         | 1        | 152       | 48        | +104       | 4            | 20     |
| 3    | Gales      | 5        | 2        | 0         | 3        | 69        | 139       | –70        | 2            | 11     |
| 4    | Irlanda    | 5        | 2        | 0         | 3        | 68        | 158       | –90        | 1            | 9      |
| 5    | Italia     | 5        | 2        | 0         | 3        | 44        | 163       | -119       | 0            | 8      |
| 6    | Escocia    | 5        | 0        | 0         | 5        | 59        | 144       | –85        | 3            | 3      |

Nota: Se otorgan 4 puntos al equipo que gane un partido, 2 al que empate y 0 al que pierda
Puntos Bonus: 1 punto por convertir 4 tries o más en un partido y 1 al equipo que pierda por no más de 7 tantos de diferencia
3 puntos extras si un equipo logra el Gran Slam

## Partidos

### Primera fecha
| 26 de marzo | Escocia | 5 - 57  | Inglaterra |  |  |
|             |         | Reporte |            |  |  |

| 26 de marzo | Irlanda | 19 - 27 | Gales |  |  |
|             |         | Reporte |       |  |  |

| 27 de marzo | Francia | 39 - 6  | Italia |  |  |
|             |         | Reporte |        |  |  |

### Segunda fecha
| 2 de abril | Francia | 40 - 5  | Irlanda |  |  |
|            |         | Reporte |         |  |  |

| 2 de abril | Gales | 24 - 19 | Escocia |  |  |
|            |       | Reporte |         |  |  |

| 3 de abril | Italia | 0 - 74  | Inglaterra |  |  |
|            |        | Reporte |            |  |  |

### Tercera fecha
| 9 de abril | Inglaterra | 58 - 5  | Gales |  |  |
|            |            | Reporte |       |  |  |

| 10 de abril | Escocia | 8 - 28  | Francia |  |  |
|             |         | Reporte |         |  |  |

| 10 de abril | Irlanda | 29 - 8  | Italia |  |  |
|             |         | Reporte |        |  |  |

### Cuarta fecha
| 22 de abril | Gales | 5 - 33  | Francia |  |  |
|             |       | Reporte |         |  |  |

| 23 de abril | Italia | 20 - 13 | Escocia |  |  |
|             |        | Reporte |         |  |  |

| 24 de abril | Inglaterra | 69 - 0  | Irlanda |  |  |
|             |            | Reporte |         |  |  |

### Quinta fecha
| 30 de abril | Gales | 8 - 10  | Italia |  |  |
|             |       | Reporte |        |  |  |

| 30 de abril | Francia | 12 - 24 | Inglaterra |  |  |
|             |         | Reporte |            |  |  |

| 30 de abril | Irlanda | 15 - 14 | Escocia |  |  |
|             |         | Reporte |         |  |  |

| Bandera de Inglaterra |
| Campeón Inglaterra    |
| Décimo octavo título  |